# 22869 Brianmcfar
22869 Brianmcfar è un asteroide della fascia principale. Scoperto nel 1999, presenta un'orbita caratterizzata da un semiasse maggiore pari a 2,6378409 UA e da un'eccentricità di 0,1912544, inclinata di 4,45867° rispetto all'eclittica.